# Colada
Pour la chanteuse, voir Ina Colada.
 (septembre 2018).
Si vous disposez d'ouvrages ou d'articles de référence ou si vous connaissez des sites web de qualité traitant du thème abordé ici, merci de compléter l'article en donnant les références utiles à sa vérifiabilité et en les liant à la section « Notes et références ».

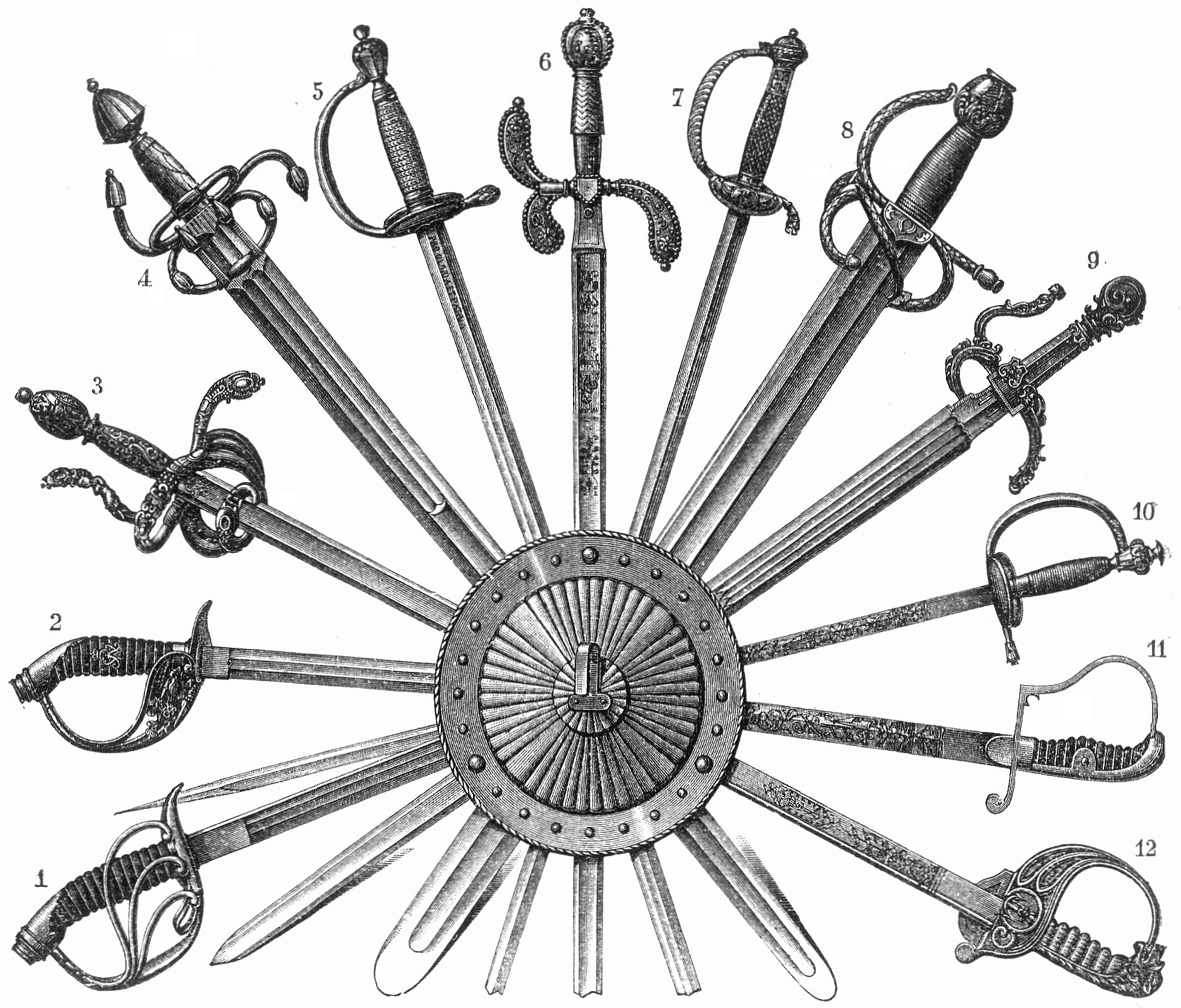
Épées de Philippe II d'Espagne. La Colada est n.º 8,

La Colada est une épée que la tradition attribue au Cid. Une autre épée lui ayant appartenu serait la Tizona. 